# Halla Vilhjálmsdóttir
Halla Vilhjálmsdóttir (* 30. Januar 1982 in Reykjavík) ist eine isländische Schauspielerin und Moderatorin.

## Leben und Karriere
Halla machte 2004 ihren Abschluss an der Guildford School of Acting. Sie arbeitete in dieser Zeit für ITV und die BBC. Ihr Debüt gab sie 2002 in dem Film Gemsar. Anschließend bekam sie 2006 in Áramótaskaup eine Hauptrolle. Im selben Jahr moderierte sie die isländische Version von The X Factor. 2007 war sie in dem Film Astrópía zu sehen.
2008 spielte sie eine der Hauptrollen in der isländischen Fernsehserie Mannaveiðar. Außerdem spielte Halla 2009 in Ghost Machine mit. 
2014 heiratete sie den kolumbianischen Bankier Harry Koppel. 2015 bekam sie ihr erstes Kind.

## Filmografie
Filme
- 2002: Gemsar
- 2006: Áramótaskaup 2006
- 2006: Venni Páer
- 2007: Astrópía
- 2009: Ghost Machine

Serien
- 2008: Mannaveiðar